# Siggi Mueller
Siggi Mueller (né le 12 octobre 1964 à Lenzingerberg) est un compositeur allemand de musique de film.

## Biographie
Siggi Mueller commence sa carrière comme pianiste au théâtre d'Ulm. Mais au cours de sa carrière, il joue aussi d'autres claviers et de l'accordéon, jouant de la musique classique ou avec groupes funk, soul, jazz et rock. Pendant un an, il fait partie d'un groupe folklorique turc.
Siggi Mueller se fait connaître comme compositeur de musique de film. Il participe à de nombreuses productions de cinéma et de télévision publiques et privées en Allemagne et en Autriche. Il est membre de la Deutsche Filmakademie.

## Filmographie sélective
Cinéma
- 1999 : Tobias Totz und sein Löwe
- 2000 : Flashback – Mörderische Ferien
- 2005 : Erkan & Stefan in Der Tod kommt krass
- 2006 : Das Haus der schlafenden Schönen
- 2010 : Tiger-Team – Der Berg der 1000 Drachen
- 2012 : Agent Ranjid rettet die Welt
- 2014 : Tour de force (Hin und weg)

Téléfilms
- 2003 : Une femme trompée
- 2003 : Der Aufstand
- 2003 : Un assassin en liberté
- 2004 : Le Sang des Templiers
- 2005 : Rencontre en grande pompe
- 2005 : Drôle de gendre
- 2005 : Die letzte Schlacht
- 2006 : König Otto
- 2007 : Ein unverbesserlicher Dickkopf
- 2008 : Alter vor Schönheit
- 2008 : L'Île des abeilles tueuses
- 2008 : Sur un air de tango
- 2008 : L'Amour taille XXL
- 2008 : H3 – Halloween Horror Hostel
- 2008 : Die Treue-Testerin – Spezialauftrag Liebe
- 2009 : La Colère du volcan
- 2009 : Les Ombres de la justice
- 2010 : L'Hôtel des amours passées
- 2010 : Une pour toutes, toutes pour une
- 2010 : C.I.S. – Chaoten im Sondereinsatz
- 2011 : Der Verdacht
- 2012 : Der Blender
- 2012 : Ma mère est un robot
- 2014 : Marie Brand und das Mädchen im Ring
- 2014 : Docteurs sans frontières
- 2014 : Le Sourire des femmes
- 2015 : Dans la peau de mon fiancé
- 2015 : Ma pire amie

Séries télévisées
- 1984 : Der Fahnder
- 1994 : La Joyeuse tribu
- 1995–1996 : So ist das Leben! Die Wagenfelds
- 2003–2004 : Der Ermittler
- 2005−2006 : Pauvres Millionnaires
- 2006–2010 : Stolberg
- 2012 : Die Chefin